# Ben Zyskowicz
Ben Berl Zyskowicz (ur. 24 maja 1954 w Helsinkach) – fiński polityk i prawnik pochodzenia żydowskiego, wieloletni deputowany do parlamentu, w 2011 jego czasowy przewodniczący.

## Życiorys
Jego ojciec Abram był polskim Żydem, w czasie II wojny światowej przebywał w obozie koncentracyjnym. Następnie wyemigrował do Szwecji, gdzie poznał fińską Żydówkę Ester Fridman.
Ben Zyskowicz w 1973 zdał egzamin maturalny, a w 1978 ukończył studia prawnicze na Uniwersytecie Helsińskim. W latach 80. prowadził własną praktykę prawniczą. Działał w partyjnej organizacji młodzieżowej, następnie przystąpił do Partii Koalicji Narodowej.
W 1979 po raz pierwszy z jego ramienia został wybrany do fińskiego parlamentu, stając się pierwszym posłem pochodzenia żydowskiego. W kolejnych wyborach uzyskiwał reelekcję, kandydując w stołecznym okręgu wyborczym (1983, 1987, 1991, 1995, 1999, 2003, 2007, 2011, 2015, 2019 i 2023). Od 1993 do 2006 kierował klubem poselskim swojego ugrupowania. Po wyborach w 2011 zastąpił Sauliego Niinistö na stanowisku przewodniczącego Eduskunty. Po podpisaniu umowy koalicyjnej zastąpił go Eero Heinäluoma.

## Życie prywatne
Ben Zyskowicz jest żonaty, ma dwoje dzieci.